# Pristinamycin
Pristinamycin ist ein antibiotisch wirksamer Arzneistoff. Es ist ein aus Kulturen von Streptomyces pristinaespiralis gewonnenes oder gleiches, auf anderem Wege hergestelltes Substanzgemisch und setzt sich aus den Komponenten Pristinamycin I und II im Verhältnis von etwa 30:70 zusammen.
Die beiden Hauptbestandteile weisen folgende Struktur auf:

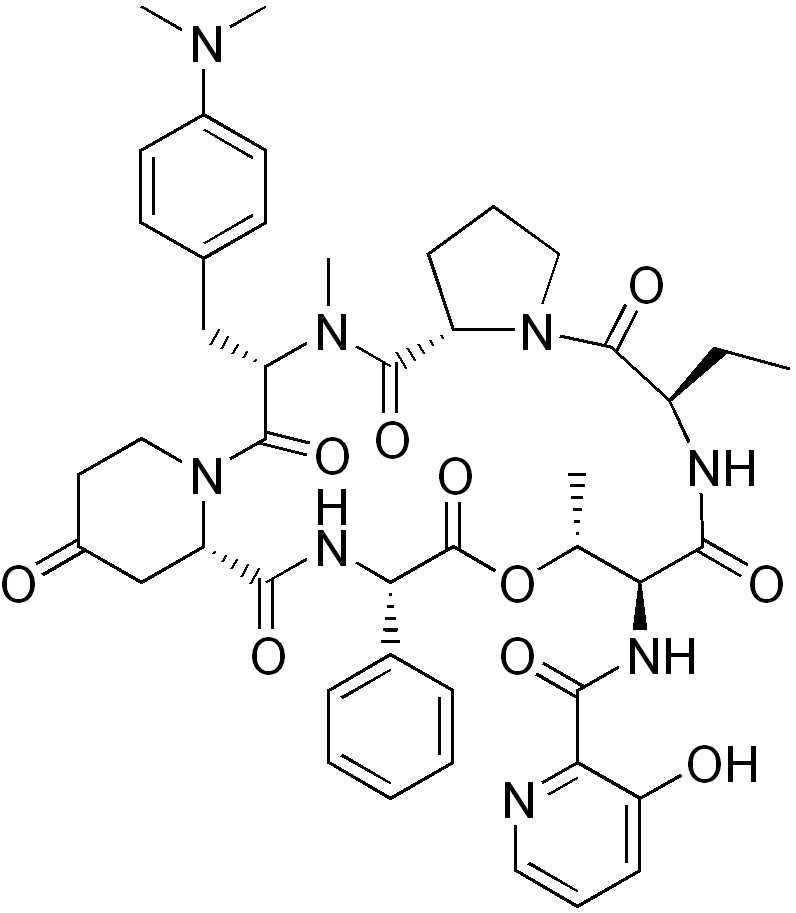
Pristinamycin IA
Pristinamycin IIA

Pristinamycin ist oral wirksam und in Frankreich auf dem Markt zur Behandlung der superinfizierten chronischen Bronchitis, Infektionen der Haut, akuter Lungenentzündung und Sinusitis (Handelsname: Pyostacine). Als empfindliche Keime sind beschrieben:
- Aerobe Gram-positive: Bacillus anthracis, Bacillus cereus, Corynebacterium, Enterococcus pneumonia
- Aerobe Gram-negative: Bordetella pertussis, Haemophilus, Legionellen, Moraxella catarrhalis, Neisseria
- Anaerobe: Actinomyces, Clostridium acnes
- Sonstiges: Chlamydia trachomatis, Chlamydia pneumoniae, Coxiella, Mycoplasma hominis, Mycoplasma pneumoniae, Ureaplasma urealyticum